# Người Việt tại Nhật Bản
Người Việt tại Nhật Bản (在日ベトナム人 Zainichi Betonamujin) là cộng đồng người nước ngoài lớn thứ hai tại Nhật Bản, xếp trên cả người Triều Tiên tại Nhật Bản và chỉ xếp sau người Hoa tại Nhật Bản, theo thống kê của Bộ Tư pháp Nhật Bản. Năm 2017, có 362.405 người Việt tại Nhật Bản có thẻ cư trú và giấy chứng nhận thường trú đặc biệt, chiếm 10,2% người ngoại quốc khác (không kể tình trạng không quốc tịch). Năm 2018, số lượng cư dân gốc Việt tăng lên thành 430.835 người. Năm 2019, khoảng 410.000 người Việt Nam sống ở Nhật Bản, nhiều người trong số họ là thực tập sinh kỹ thuật (khoảng 220.000) và sinh viên. Tính đến tháng 12 năm 2023, số lượng người Việt tại Nhật Bản là 565.026 người. Phần lớn người Việt là cư dân hợp pháp thường sinh sống ở vùng Kantō và vùng Keihanshin.

## Lịch sử

### Phong trào Đông Du

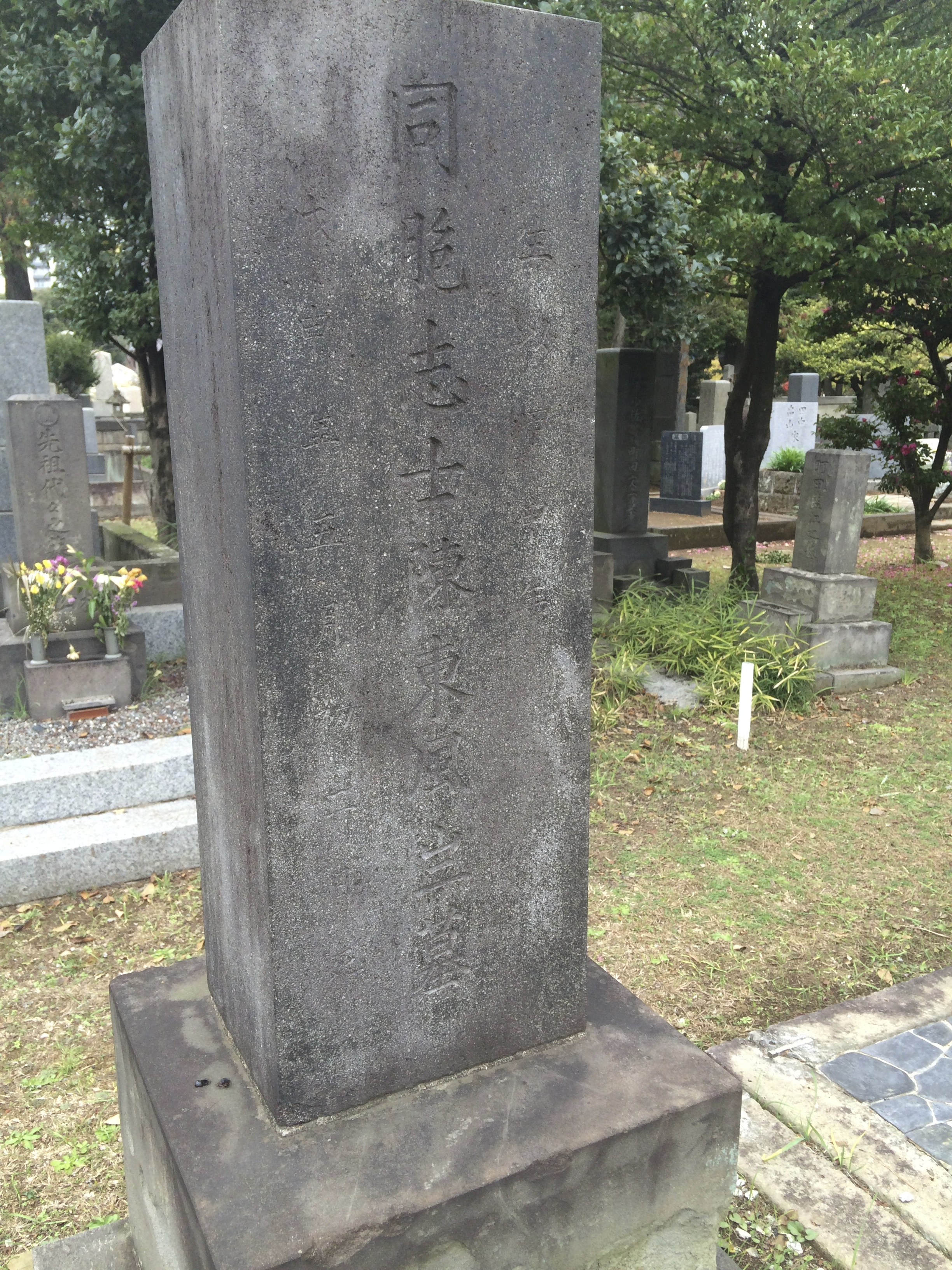
Bia mộ chí sĩ Trần Đông Phong thuộc Phong trào Đông Du, dựng năm 1908

Vào đầu thế kỷ 20 khi người Pháp đang đô hộ Đông Dương, nhiều sinh viên người Việt đã tìm sang Nhật Bản theo Phong trào Đông Du của hoàng thân lưu vong Cường Để và Phan Bội Châu. Đến năm 1908 thì có khoảng hai trăm sinh viên Việt Nam ghi danh theo học tại các trường đại học của Nhật. Một số nhỏ sau đó định cư ở lại Nhật, tạo nên hạt mầm của cộng đồng người gốc Việt tuy lúc ấy rất khiêm nhường.

### Tị nạn
Mãi đến thập niên 1970 sau chiến tranh Việt Nam con số người Việt sang Nhật mới tăng mạnh với làn sóng người tị nạn được Nhật Bản đón nhận, nhóm người này chiếm 70% tổng số Việt kiều ở Nhật vào đầu thế kỷ 21. Việc nhận dân tỵ nạn nước ngoài vào Nhật cũng đánh dấu một thời kỳ mới cho Nhật Bản kể từ sau Chiến tranh thế giới thứ hai. Trước thập niên 1970, Nhật duy trì chính sách hạn chế người nhập cư để bảo vệ tính thuần chủng của người Nhật nhưng luật lệ này được nới lỏng kể từ đó trở đi.
Tính đến giữa thập niên 1990 khi trại tạm trú cho người tị nạn Đông Dương chính thức đóng cửa thì Nhật Bản đã đón nhận 11.231 người, trong đó có 8.587 người Việt; số còn lại là người Khmer và người Lào. Nhóm người Việt có 625 người là du học sinh thời Việt Nam Cộng hòa bị kẹt tại Nhật khi Sài Gòn thất thủ năm 1975; 3.536 người tị nạn thuyền nhân được tàu bè Nhật Bản vớt trên biển; 1.820 người bốc từ trại tị nạn ở Đông Nam Á, và 2606 người nhập cảnh Nhật Bản dưới dạng đoàn tụ ODP của Liên hiệp quốc. Trong số gần chín nghìn người tị nạn Đông Dương thì có 1070 (2018) đã vào quốc tịch Nhật Bản.
Người tị nạn từ Việt Nam sau năm 1975 phần lớn định cư tại huyện Kanagawa và Hyōgo nơi có trại tạm cư ban đầu. Khi họ rời trại thì người Việt thường tìm đến khu vực đông người Nhật gốc Hàn sinh sống (Zainichi Korean). Dù vậy họ vẫn không mấy thông cảm với người gốc Hàn vì người Hàn đã hội nhập sâu rộng vào xã hội Nhật trong khi người Việt vẫn là cộng đồng non trẻ mới nhập cư. Hai huyện Kanagawa và Hyōgo cho đến năm 2018 vẫn là nơi tập trung người Việt đông nhất: 4.962 và 3.692 người.

### Du học và di cư
Vào đầu thế kỷ 21, cộng đồng người Việt Nam tại Nhật Bản có 37.000 người, trong đó có khoảng 17.000 người Việt sinh sống tại Nhật Bản, 17.000 tu nghiệp sinh và 3.000 lưu học sinh. Trước khi Tổng hội người Việt Nam ở Nhật Bản được thành lập, tại Nhật Bản có nhiều tổ chức hội của người Việt hoạt động rất mạnh như Hội Thanh niên và Sinh viên Việt Nam tại Nhật Bản (VYSA), Hội Sinh viên Đông Du, Hội người Việt tại vùng Kansai và Hội người Việt vùng Kanto. Tuy nhiên, hoạt động của các tổ chức này còn bị một số giới hạn do chưa có một tổ chức chung, quy mô, có thể đại diện cho toàn bộ cộng đồng người Việt sinh sống, học tập và làm việc tại Nhật Bản. Sự ra đời của Hội người Việt Nam tại Nhật Bản đã góp phần giải quyết vấn đề này.
Tổng hội người Việt Nam tại Nhật Bản tiền thân là Hội cựu lưu học sinh tại Nhật Bản được thành lập từ năm 1969, hiện do ông Huỳnh Trí Chánh làm Chủ tịch. Hội đã có rất nhiều hoạt động sôi nổi ủng hộ trong nước khi đất nước còn bị chia cắt cũng như khi nước nhà thống nhất. Sau này Tổng hội là lực lượng quan trọng trong việc thành lập Hội người Việt Nam Nam ở Nhật Bản.

### Mức độ hòa nhập
Những người tị nạn đã phải chịu nhiều khó khăn để thích nghi với xã hội Nhật Bản, đặc biệt là trong các lĩnh vực giáo dục và việc làm; ngoài ra tỉ lệ đạt trình độ trung học phổ thông của người gốc Việt chỉ khoảng 40% so với 96,6% đối với công dân Nhật Bản. Lý do khác biệt được dẫn phần vì hệ thống giáo dục Nhật không thích ứng được với người ngoại quốc, phần vì khác biệt văn hóa sinh hoạt. Sang thế hệ thứ hai thì càng có nhiều cách biệt giữa giới trẻ lớn lên tại Nhật vốn thông thạo tiếng Nhật, trong khi nhóm phụ huynh sinh trưởng tại Việt Nam vẫn bị trở ngại ngôn ngữ. Phần lớn người gốc Việt giữ nguyên tên tiếng Việt thay vì lấy tên tiếng Nhật. Cho dù có lấy tên Nhật vì nhu cầu mưu sinh, họ vẫn cho là bị đối xử khác biệt vì dùng "tên katakana". Giáo hội Công giáo Rôma đóng một vai trò quan trọng trong cộng đồng người Việt ở Nhật.
Dù sinh sống ở Nhật, cộng đồng người Việt vẫn thường quan tâm đến biến chuyển thời sự tại Việt Nam. Tháng 5 năm 2016 sau vụ cá chết hàng loạt dọc bờ biển miền Trung Việt Nam, gây nhiều bất bình vì nhà chức trách không có biện pháp đối phó cũng không có thông báo gì về nguyên do, hàng trăm người Việt ở Tokyo đã xuống đường giương biểu ngữ kêu gọi mọi người "bảo vệ môi trường".

## Du học sinh
Đại diện hiện nay của cộng động thanh niên tại Nhật Bản là Hội Thanh niên và Sinh viên Việt Nam tại Nhật Bản (VYSA) còn đại diện chung chung cho cả cộng đồng là Hội người Việt Nam tại Nhật Bản được thành lập năm 2009. VYSA mở rộng từng năm và hiện tại VYSA gồm có 14 chi hội ở các vùng trên toàn nước Nhật. Đó là: Hokkaido, Sendai, Niigata, Kanto, Ibaraki, Tokai, Shiga, Kyoto, Osaka, Kobe, Okayama, Fukushima, Fukuoka, APU.
Trên giấy tờ, Việt Nam gửi sang Nhật nhiều du học sinh, khoảng 60.000 vào năm 2016 nhưng số liệu thực tế của nhà chức trách Nhật Bản thì hơn 90% học sinh bỏ học với mục đích đi làm lậu không giấy phép. Vì vậy lằn ranh giữa người Việt qua Nhật lao động hay đi học không phải là hai nhóm riêng mà gần như hai là một. Ước tính chỉ khoảng 8% trong số 60.000, tức 5.000 người thật sự ghi danh đi học mà thôi.
Năm 2019, chính phủ Nhật Bản mở cuộc điều tra sinh viên ghi danh tại Đại học An sinh Xã hội Tokyo. Trường báo cáo rằng 700 sinh viên ngoại quốc ghi danh (số không ít từ Việt Nam) đã thôi học và trường không biết hành tung nữa.

## Công nhân tạm trú
| Số liệu người Việt tại Nhật | Số liệu người Việt tại Nhật | Số liệu người Việt tại Nhật |
| Năm                         | Tổng số sinh sống tại Nhật  | Số thực tập                 |
| --------------------------- | --------------------------- | --------------------------- |
| 2006                        | 28.932                      | —                           |
| 2007                        | 36.131                      | —                           |
| 2015                        | —                           | 57.581                      |
| 2017                        | 262.405                     | 123.563                     |
| 2018                        | 330.835                     | 164.500                     |

Những người lao động nước ngoài đến Nhật sau những người tị nạn theo cái gọi là "làn sóng thứ ba" của người nhập cư gốc Việt bắt đầu vào những năm 1990. Khi những công nhân xuất khẩu lao động theo hợp đồng trở về Việt Nam từ các quốc gia thuộc Khối Warszawa trước đó, các nước sau đó đã chuyển tiếp từ chế độ cộng sản, họ đã bắt đầu tìm kiếm điểm đến khác, nơi họ có thể kiếm được mức thu nhập tốt và Nhật Bản thu hút họ bởi Nhật Bản gần gũi Việt Nam về mặt địa lý và có mức sống cao. Vào cuối năm 1994, số lượng công nhân Việt Nam hằng năm đến Nhật đã đạt đến con số 14.305 người, phần lớn bằng thị thực thực tập sinh công nghiệp. Trái ngược với các nước xuất khẩu lao động ở khu vực Đông Nam Á khác, phần lớn người di cư là đàn ông, bởi những giới hạn của chính phủ Việt Nam đối với người đi nước ngoài làm việc trong các lĩnh vực vốn phụ nữ chiếm ưu thế như làm việc nhà và giải trí.
Vì tình trạng thiếu hụt nhân công ở Nhật ngày càng nặng, Nhật Bản quay sang bù đắp số lượng bằng cách tuyển mộ lao công ngoại quốc. Ngoài ngả chính thức còn có hai ngả đào tạo dưới danh hiệu "huấn luyện thực tập kỹ thuật" (tiếng Anh: technical intern trainee) và du học sinh. Dưới dạng du học sinh thì phải ghi danh đi học nhưng không ít trường hợp bỏ ra đi làm lậu bán thời gian.
Năm 2014, Nhật Bản đón nhận 20.000 công nhân gốc Việt sang đi làm. Tính đến năm 2017, số lượng đã tăng lên khoảng 50.000 công nhân lao động từ Việt Nam, chiếm 18,8% tổng số lao công ngoại quốc ở Nhật Bản và chỉ xếp sau người Hoa. Tuy nhiên, số lượng không nhỏ lao động Việt đi làm mà không có giấy phép, phần do công ty môi giới lợi dụng tuyển dụng để làm tiền, phần do hãng xưởng của Nhật muốn giảm chi phí về lương bổng khi thuê mướn người ngoại quốc. Riêng năm 2016 nhà chức trách Nhật đã phát hiện hãng Satoshi Kogyo đã trục lợi đưa 4.000 người Việt sang làm lao công bất hợp pháp.

## Vấn đề tội phạm

### 2013
Theo trang Japan Today hôm 27/3 dẫn số liệu của Cục Cảnh sát Quốc gia nói trong số 9.884 vụ bắt giữ người nước ngoài trong năm 2013, 4.047 liên quan tới người Trung Quốc, 1.118 là người Việt Nam và 936 người Hàn Quốc. Theo trang Jiji Press, người Việt Nam đứng đầu danh sách các vụ trộm đồ bị bắt tại các cửa hàng, số vụ phạm tội của người Việt Nam ở Nhật Bản đã tăng gần 60% trong 9 năm qua, từ 713 người bị bắt hồi năm 2004 lên 1.118 người năm 2013.

### 2014
Cơ quan cảnh sát Nhật Bản công bố tình hình bắt giữ tội phạm nước ngoài trong năm 2014 có tổng cộng 15.215 trường hợp và trong đó các vụ liên quan đến người Việt Nam là 2.488 vụ, tăng 61,6% so với năm 2013, tính ra trung bình mỗi ngày xảy ra 8 vụ ăn trộm dính đến người Việt. Trong số các vụ án hình sự, thì người Việt đứng đầu về cả số vụ lẫn số người các tội cướp giật, ăn cắp. Đặc biệt tăng là các vụ ăn cắp. Số người Việt ăn cắp bị bắt giữ là 1.745 trong tổng số 6.716 người nước ngoài bị bắt. Trong các trường hợp ăn cắp do người Việt Nam thực hiện thì số vụ ăn cắp ở cửa hàng, siêu thị đặc biệt cao với 1.437 vụ. Trong số người Việt Nam phạm tội, tỷ lệ người đi du học chiếm 54.2%, người sang Nhật học nghề chiếm 12.9%. Đặc biệt tội phạm có visa du học tăng 1,8 lần.

### 2016
Người Việt dẫn đầu tỷ lệ tội phạm ở Nhật, tập trung vào trộm cắp, tẩu tán hàng hóa ăn cắp, và "đá tàu" đi lậu tức dùng chuyên chở công cộng mà không mua vé.

### 2017
Người Việt đứng đầu về số vụ phạm pháp trong cộng đồng người nước ngoài sống tại Nhật, với 5.140 vụ phạm pháp do công dân Việt Nam gây ra, tăng từ 3.177 vụ trong năm 2016 và chiếm 30.2% tổng số. Việc ăn cắp là hành vi phổ biến nhất trong người Việt, khoảng 3.080 vụ, trong đó gồm 2.037 vụ chôm đồ tại cửa hàng và 477 vụ ăn trộm nhà dân. Trong số người Việt Nam gây phạm tội, 41 % là du học sinh, 29% là thực tập kỹ thuật.

### 2018
Ngày 1 tháng 2, Đài truyền hình NHK dẫn lời cảnh sát tỉnh Ibaraki cho biết cơ quan công tố ngày 31/1 khởi tố 3 người Việt Nam vì tội trộm cắp. Hai trong số ba người này sang Nhật với tư cách du học sinh. Ba người bị khởi tố là Le Anh Ngoc (22 tuổi), Vi Tuan Luu (24 tuổi) và Nguyen Anh Tuan (25 tuổi). Theo cáo trạng, nhóm này đột nhập vào một căn nhà tại thành phố Ryugasaki, tỉnh Ibaraki, vào ngày 21/1 và lấy trộm nhiều đồ vật, trong đó có túi hàng hiệu và vòng cổ, tổng trị giá 680.000 yen (khoảng 6.200 USD).
Ngày 6 tháng 8, cảnh sát Nhật đã đột nhập và bắt giữ ba người Việt Nam bị tình nghi thuộc một đường dây ăn cắp 1.700 mặt hàng, trong đó có 300 sản phẩm là thuốc và mỹ phẩm, bị phát hiện tàng trữ tại một căn hộ ở thành phố Kawaguchi, thuộc Saitama.
Thông tấn xã Kyodo hồi tháng 4 năm 2018 dẫn số liệu của cảnh sát Nhật Bản cho thấy trong năm 2017 người Việt đứng đầu về số vụ phạm pháp ở Nhật Bản.
Vào tháng 4 năm 2018, theo thông tin từ sở cảnh sát Tokyo cho biết, đã bắt giữ 1 nam du học sinh có quốc tịch Việt Nam vì tội sàm sỡ. Được biết nam du học sinh tên Võ Văn Phú, vì một thời gian dài không được tiếp xúc với phụ nữ, nên đã nhìn trộm một phụ nữ hàng xóm tắm để thoả mãn nhu cầu. Sau đó, nam du học sinh này đã bị tuyên án 5 năm tù giam. 

### 2019
Năm 2019, số lao động Việt Nam tại Nhật Bản tăng cao nhất. Theo số liệu công bố, lao động người Việt Nam có mức tăng cao nhất với 26,7%, đạt 401.326 lao động; tiếp theo là Philippines có mức tăng 9,6% đạt 179.685 lao động. Lao động người Trung Quốc có mức tăng 7,5% nhưng vẫn là số lao động nước ngoài lớn nhất tại Nhật Bản với 418.327 người.
Từ ngày 1-4-2019, Nhật Bản đã áp dụng hệ thống thị thực mới nhằm tạo điều kiện tuyển nhiều lao động nước ngoài hơn để đối phó với tình trạng thiếu hụt lao động. Hệ thống thị thực mới cũng ghi nhận một sự chuyển đổi chính sách quan trọng trong các quy định nhập cư truyền thống nghiêm ngặt bằng việc chính thức mở cửa cho các lao động nghề.

## Tử vong
Số lao công người Việt sang Nhật ngày càng đông nhưng một số khó thích ứng với môi trường mới vì vật chất hay tinh thần nên dẫn đến tử vong. Theo ni cô Tâm Trí ở chùa Nisshinkutsu (日新窟: Nhật Tân Quật) thì từ năm 2012 đến 2018 đã có 140 người ở khoảng tuổi 20, 30 sang Nhật lao động và đột tử tại Nhật.

## Website
Cộng đồng người Việt tại Nhật Bản chưa có website chính thức. Tuy nhiên những website hoặc nhóm trên Facebook sau được cho là có liên quan nhất.
- www.jprum.net Lưu trữ ngày 22 tháng 4 năm 2023 tại Wayback Machine
- "Cộng đồng Việt Nhật (Vietnam-Japan community)" (Nhóm công khai trên Facebook)
- "Cộng Đồng Người Việt Ở Nhật Bản- 日本に在留しているベトナム人" (Nhóm công khai trên Facebook)

## Những cá nhân tiêu biểu
- Cường Để, nhà cách mạng Việt Nam và là hoàng thân triều Nguyễn
- Phương Chi, nữ thần tượng (cha mẹ là người Việt, lớn lên ở Nhật Bản)
- Jun Nguyen-Hatsushiba, nghệ sĩ (cha là người Việt)
- Tai Yūki, diễn viên lồng tiếng (phụ huynh Việt Nam/Nhật Bản)
- Seto Masato, nhiếp ảnh gia (mẹ là người Thái gốc Việt, cha là người Nhật)
- Trần Văn Thọ, giáo sư kinh tế
- Nguyễn Đình Đăng, nhà nghiên cứu về lý thuyết vật lý hạt nhân và hoạ sĩ